# سیارک ۱۴۶۵
سیارک ۱۴۶۵ (به انگلیسی: 1465 Autonoma، نامگذاری:1938FA) هزار و چهارصد و شصت و پنجمین سیارک کشف شده‌است که در ۲۰ مارس ۱۹۳۸ کشف شد.
قدر مطلق سیارک برابر ۱۱٫۶۰ است.